# Oleksij Derevinskyj
Oleksij Olehovytsj Derevinskyj (Oekraïens: Олексій Олегович Деревінський; Kiev, 15 mei 1989) is een Oekraïens voetbalscheidsrechter. Hij is in dienst van FIFA en UEFA sinds 2022. Ook leidt hij sinds 2020 wedstrijden in de Premjer Liha.
Op 19 juli 2020 leidde Derevinskyj zijn eerste wedstrijd in de Oekraïense nationale competitie. Tijdens het duel tussen Dnipro-1 en Vorskla Poltava (3–0) trok de leidsman driemaal de gele kaart. In Europees verband debuteerde hij op 14 juli 2022 tijdens een wedstrijd tussen Ararat Jerevan en FK Shkëndija in de eerste voorronde van de UEFA Europa Conference League; het eindigde in 2–2 en Derevinskyj trok viermaal een gele kaart. Zijn eerste interland floot hij op 17 juni 2023, toen Luxemburg met 2–0 won van Liechtenstein door doelpunten van Danel Sinani en Gerson Rodrigues. Tijdens deze wedstrijd toonde Derevinskyj aan vier spelers een gele kaart.

## Interlands
| Datum           | Plaats               | Wedstrijd                 | Uitslag | Competitie             | Kreeg geel | Kreeg voor de tweede keer geel en dus rood | Weggestuurd |
| --------------- | -------------------- | ------------------------- | ------- | ---------------------- | ---------- | ------------------------------------------ | ----------- |
| 17 juni 2023    | Luxemburg, Luxemburg | Luxemburg – Liechtenstein | 2 – 0   | EK 2024 kwalificatie   | 4          | 0                                          | 0           |
| 10 oktober 2024 | Tórshavn, Faeröer    | Faeröer – Armenië         | 2 – 2   | Nations League 2024/25 | 4          | 0                                          | 0           |

Laatst bijgewerkt op 17 oktober 2024.